# Ackendorf
Ackendorf is een plaats en voormalige gemeente in de Duitse deelstaat Saksen-Anhalt, en maakt deel uit van de Landkreis Börde.
Ackendorf telt 418 inwoners.